# Nora Strindberg
Lovisa Eleonora (Nora) Strindberg, född 29 november 1858 i Stockholm, död 6 juni 1927 i Norrköping, var en svensk xylograf. 
Hon var dotter till ångbåtskommissionären Carl Oscar Strindberg och Eleonora Ulrika Norling och från 1890 gift med ingenjören Gusten Hartzell samt syster till August, Axel och Elisabeth Strindberg. Hon studerade teckning och xylografi hon under tre års tid vid Slöjdskolan i Stockholm. Hon beskrev själv att xylograf var en enformig och svårlärd konst och att hon efter tre år kunde frambringa ett landskapsstycke med betande kor. Landskapsbilden kom senare att tryckas tillsammans med dikten Högsommar av August Strindberg i tidskriften Svalan 1875.